# Jussein Mechmedow
Jussein Alitiew Mechmedow (bulgarisch Юсеин Алитиев Мехмедов, türkische Transkription Husein Alitiyev Mehmedov, türkisch Hüseyin Mehmet Aliş, bulgarische Transkription Хюсеин Мехмет Алиш Chjussein Mechmet Alisch; * 25. Januar 1924 in Wesselina, Oblast Rasgrad, Bulgarien; † 9. März 2014 in Istanbul, Türkei) war ein bulgarischer Ringer türkischer Ethnizität. Er gewann bei den Olympischen Spielen 1956 in Melbourne eine Silbermedaille im Schwergewicht im freien Stil.

## Werdegang
Jussein Mechmedow gehörte der türkischen Minderheit in Bulgarien an. Als er im Jahre 1955 erstmals auf der internationalen Ringermatte erschien, war er schon über 30 Jahre alt. Das hat seinen Grund darin, dass sich Jussein Mechmedow zunächst nur in dem türkischen Nationalsport Ölringen betätigte. Erst als Ende der 1940er Jahre in Bulgarien das olympische Ringen intensiv gefördert wurde, befasste er sich auch mit dem griech.-römischen und dem freien Stil.
1955 erschien er erstmals auf der internationalen Ringermatte und siegte bei den Weltfestspielen der Jugend in Warschau im Schwergewicht im griech.-röm. Stil vor keinem geringeren, als den sowjetischen Meister Iwan Bogdan. 1956 startete er bei den Olympischen Spielen in Melbourne in beiden Stilarten. Im griech.-römischen Stil unterlag er dabei gegen Wilfried Dietrich aus Deutschland und gegen Anatoli Parfenow aus der Sowjetunion und kam auf den 8. Platz. Im freien Stil war er wesentlich erfolgreicher, denn er gewann vier Kämpfe und unterlag nur dem Türken Hamit Kaplan, der Olympiasieger wurde. Der Gewinn der Silbermedaille war aber für Jussein Mechmedow ein großer Erfolg.
1957 war er auch bei der Weltmeisterschaft im freien Stil in Istanbul am Start. Er gewann dort drei Kämpfe, rang gegen Wilfried Dietrich und den sowjetischen Meister Iwan Wychristjuk unentschieden und unterlag erneut gegen Hamit Kaplan. Weltmeister wurde Hamit Kaplan vor Wilfried Dietrich und Jussein Mechmedow.
Bei weiteren internationalen Meisterschaften war er nicht mehr am Start, weil er in Bulgarien von Ljutwi Dschiber Achmedow und Radoslaw Kassabow abgelöst wurde. Bei internationalen Turnieren gelang ihm aber noch mach schöner Erfolg. Im Jahr 1959 beendete er seine Karriere und wurde Trainer.
Im Jahre 1989 wanderte er in die Türkei aus und ließ sich in Istanbul nieder, wo er bis zu seinem Tod lebte.
Ihm zu Ehren wurde in der Stadt Losniza (Oblast Rasgrad) ein Ringerturnier ins Leben gerufen.

## Internationale Erfolge
(OS = Olympische Spiele, WM = Weltmeisterschaft, GR = griech.-röm. Stil, F = freier Stil, Schwergewicht, bis 1961 über 87 kg, ab 1962 über 97 kg Körpergewicht)
| Jahr | Platz  | Wettbewerb                            | Stil | Gewichtsklasse | |
| 1955 | 1.     | Weltfestspiele der Jugend in Warschau | GR   | Schwer         | vor Iwan Bogdan, UdSSR u. Leif Nordström, Schweden |
| 1956 | 3.     | Weltcup in Istanbul                   | F    | Schwer         | mit Siegen über Max Widmer, Schweiz u. Natale Vecchi, Italien u. Niederlagen gegen Hamit Kaplan, Türkei u. Arsen Mekokischwili, UdSSR                                           |
| 1956 | 3.     | Weltcup in Istanbul                   | GR   | Schwer         | mit Siegen über Lucjan Sosnowski, Polen u. Giuseppe Marcucci, Italien u. Niederlagen gegen Johannes Kotkas, UdSSR u. Hamit Kaplan                                               |
| 1956 | 8.     | OS OS in Melbourne                    | GR   | Schwer         | mit einem Sieg über Taisto Kangasniemi, Finnland u. Niederlagen gegen Wilfried Dietrich, Deutschland u. Anatoli Parfenow, UdSSR                                                 |
| 1956 | Silber | OS in Melbourne                       | F    | Schwer         | mit Siegen über Hossein Noori, Iran, Iwan Wychristjuk, UdSSR, Kenneth Richmond, Vereinigtes Königreich u. Taisto Kangasniemi u. einer Niederlage gegen Hamit Kaplan             |
| 1957 | 2.     | III. Intern. Sportspiele in Moskau    | GR   | Schwer         | hinter Iwan Bogdan u. vor Balo, Rumänien |
| 1957 | 1.     | III. Intern. Sportspiele in Moskau    | F    | Schwer         | vor Sawkus Dscharasow, UdSSR u. Ljutwi Dschiber Achmedow, Bulgarien |
| 1957 | 3.     | WM in Istanbul                        | F    | Schwer         | mit Siegen über Shunichi Kawano, Japan, Lucjan Sosnowski, Polen u. Max Widmer, Unentschieden gegen Iwan Wychristjuk u. Wilfried Dietrich u. einer Niederlage gegen Hamit Kaplan |
| 1959 | 5.     | Turnier in Split                      | GR   | Schwer         | hinter Wilfried Dietrich, István Kozma, Ungarn, Suleyman Bastimur, Türkei u. Bertil Antonsson, Schweden                                                                         |
| 1962 | 2.     | „Dan-Kolew“-Turnier in Sofia          | F    | Schwer         | hinter Ljutwi Dschiber Achmedow u. vor János Reznák, Ungarn |

## Länderkämpfe
(nicht vollständig)
- 1960 in Plowdiw, Bulgarien gegen BRD, S, F, Unentschieden gegen Wilfried Dietrich,
- 1960 in Sofia, Bulgarien gegen BRD, S, F, Unentschieden gegen Wilfried Dietrich,
- 1963 in Sofia, Bulgarien gegen BRD, S, F, Punktsieger über Roland Bock